# Liste der Kulturdenkmale in Lausen-Grünau
Die Liste der Kulturdenkmale in Lausen-Grünau enthält die Kulturdenkmale des Leipziger Ortsteils Lausen-Grünau, die in der Denkmalliste vom Landesamt für Denkmalpflege Sachsen mit Stand 2017 erfasst wurden.

## Legende
- Bild: Bild des Kulturdenkmals, ggf. zusätzlich mit einem Link zu weiteren Fotos des Kulturdenkmals im Medienarchiv Wikimedia Commons. Wenn man auf das Kamerasymbol klickt, können Fotos zu Kulturdenkmalen aus dieser Liste hochgeladen werden:
- Bezeichnung: Denkmalgeschützte Objekte und ggf. Bauwerksname des Kulturdenkmals
- Lage: Straßenname und Hausnummer oder Flurstücknummer des Kulturdenkmals. Die Grundsortierung der Liste erfolgt nach dieser Adresse. Der Link (Karte) führt zu verschiedenen Kartendiensten mit der Position des Kulturdenkmals. Fehlt dieser Link, wurden die Koordinaten noch nicht eingetragen. Sind diese bekannt, können sie über ein Tool mit einer Kartenansicht einfach nachgetragen werden. In dieser Kartenansicht sind Kulturdenkmale ohne Koordinaten mit einem roten bzw. orangen Marker dargestellt und können durch Verschieben auf die richtige Position in der Karte mit Koordinaten versehen werden. Kulturdenkmale ohne Bild sind an einem blauen bzw. roten Marker erkennbar.
- Datierung: Baubeginn, Fertigstellung, Datum der Erstnennung oder grobe zeitliche Einordnung entsprechend des Eintrags in der sächsischen Denkmaldatenbank
- Beschreibung: Kurzcharakteristik des Kulturdenkmals entsprechend des Eintrags in der sächsischen Denkmaldatenbank, ggf. ergänzt durch die dort nur selten veröffentlichten Erfassungstexte oder zusätzliche Informationen
- ID: Vom Landesamt für Denkmalpflege Sachsen vergebene, das Kulturdenkmal eindeutig identifizierende Objekt-Nummer. Der Link führt zum PDF-Denkmaldokument des Landesamtes für Denkmalpflege Sachsen. Bei ehemaligen Kulturdenkmalen können die Objektnummern unbekannt sein und deshalb fehlen bzw. die Links von aus der Datenbank entfernten Objektnummern ins Leere führen. Ein ggf. vorhandenes Icon  führt zu den Angaben des Kulturdenkmals bei Wikidata.

## Liste der Kulturdenkmale in Lausen-Grünau
| Bild                                    | Bezeichnung | Lage                                       | Datierung                                                                       | Beschreibung | ID       |
| --------------------------------------- | --- | ------------------------------------------ | ------------------------------------------------------------------------------- | --- | -------- |
| Direkt Bild zu diesem Denkmal hochladen | Straßenpflaster der Bahnhofstraße und des kleinen Vorplatzes am Bahnhof | Am Alten Bahnhof (Karte)                   | um 1895 (Pflaster)                                                              | alte Ortslage Lausen, ortsgeschichtlich von Bedeutung, Zeugnis der Verkehrsgeschichte | 09290817 |
| Direkt Bild zu diesem Denkmal hochladen | Mietshaus in offener Bebauung, mit Nebengebäude im Hof | Am Alten Bahnhof 1 (Karte)                 | um 1897 (Mietshaus)                                                             | alte Ortslage Lausen, historistische Klinkerfassade, baugeschichtlich von Bedeutung, Zeugnis der Ortsentwicklung | 09290816 |
|                                         | Ehemaliges Bahnhofsgebäude sowie Nebengebäude | Am Alten Bahnhof 2 (Karte)                 | um 1895 (Empfangsgebäude)                                                       | alte Ortslage Lausen, Bahnhof heute Wohn- und Gewerbebau, gründerzeitliche Klinkerfassade, originale Schilder, Nebengebäude Ziegelbau ehemals Schuppen und Toiletten des Bahnhofs, ortsgeschichtlich von Bedeutung, als Bahnhofsgebäude des Ortsteils mit hohem Erinnerungswert | 09291191 |
|                                         | Wohnhaus, daran angebautes Seitengebäude und Scheune eines Bauernhofes | Lausener Dorfplatz 5 (Karte)               | vor 1850 (Bauernhaus), um 1900 (Scheune)                                        | alte Ortslage Lausen, Hofanlage im alten Ortskern, Wohnhaus mit Fachwerkobergeschoss, Seitengebäude einfacher Putzbau, Scheune in Ziegelbauweise, baugeschichtlich und ortsgeschichtlich von Bedeutung | 09262404 |
| Direkt Bild zu diesem Denkmal hochladen | Wohnhaus sowie Hofpflasterung eines ehemaligen Vierseithofes | Lausener Dorfplatz 6 (Karte)               | um 1880 (Bauernhaus)                                                            | alte Ortslage Lausen, alte Hofanlage im Ortskern, Wohnhaus mit historistischer Putzfassade, baugeschichtlich und ortsgeschichtlich von Bedeutung, städtebaulich von Wert | 09262406 |
| Direkt Bild zu diesem Denkmal hochladen | Seitengebäude, Scheune, Toranlage und Hofpflasterung eines Dreiseithofes | Lausener Dorfplatz 8 (Karte)               | bezeichnet 1890 (Seitengebäude), bezeichnet 1911 (Scheune)                      | alte Ortslage Lausen, großer Bauernhof im alten Ortskern, ortsbildprägendes Seitengebäude in Ziegelbauweise, Scheune ebenfalls Ziegelbau, baugeschichtlich und ortsgeschichtlich von Bedeutung | 09262407 |
| Direkt Bild zu diesem Denkmal hochladen | Wohnhaus (Anschrift: Lausener Dorfplatz 9), drei aneinandergebaute Seitengebäude und Toreinfahrt eines Dreiseithofes sowie rückwärtige Toranlage (mit Pforte, Anschrift: Lausener Straße 4) | Lausener Dorfplatz 9 (Karte)               | um 1880 (Bauernhaus), 1. Hälfte 19. Jh. und später (Seitengebäude)              | alte Ortslage Lausen, Bauernhof im alten Ortskern, Wohnhaus mit historistischer Putzfassade mit einfacher Gliederung, Seitengebäude Obergeschoss zum Teil in Fachwerk, rückwärtiges Tor in Lehmbauweise, baugeschichtlich und ortsgeschichtlich von Bedeutung, prägender Bestandteil der alten Ortslage | 09262408 |
| Direkt Bild zu diesem Denkmal hochladen | Denkmal für die Gefallenen des 1. Weltkrieges | Lausener Dorfplatz 12a (gegenüber) (Karte) | um 1920 (Gefallenendenkmal)                                                     | alte Ortslage Lausen, Buntsandstein-Denkmal gegenüber dem Feuerwehrgebäude, ortsgeschichtlich von Bedeutung, Zeugnis der Erinnerungskultur und Heimatpflege, ergänzt um die Namen der Gefallenen des 2. Weltkrieges von Lausen und das Opfer des Holocaust Else Staffelstein | 09262405 |
|                                         | Transformatorenturm | Lausener Dorfplatz 12a (neben) (Karte)     | um 1920 (Transformatorenstation)                                                | alte Ortslage Lausen, ortsgestaltende Dominante am Rand des alten Ortskerns (am Gebäude der Freiwilligen Feuerwehr), ortsentwicklungsgeschichtlich von Bedeutung, technisches Denkmal | 09262409 |
|                                         | Kirche (mit Ausstattung), Datierungsstein am Eingangspfeiler zum Kirchhof, Taufstein (Rest) und Leichenhaus auf dem Kirchhof                                                                | Lausener Dorfplatz 16 (Karte)              | bezeichnet 1514 (Kirchturm, Nordseite), bezeichnet 1575 (Stein am Kirchhofstor) | alte Ortslage Lausen, spätgotische Saalkirche mit Westturm, im Kern romanisch, baugeschichtlich und ortsgeschichtlich von Bedeutung, hoher Dokumentationswert und Erinnerungswert, ortsbildprägend | 09262411 |
| Direkt Bild zu diesem Denkmal hochladen | Wohnhaus (Anschrift: Lausener Dorfplatz 9), drei aneinandergebaute Seitengebäude und Toreinfahrt eines Dreiseithofes sowie rückwärtige Toranlage (mit Pforte, Anschrift: Lausener Straße 4) | Lausener Straße 4 (Karte)                  | um 1880 (Bauernhaus), 1. Hälfte 19. Jh. und später (Seitengebäude)              | alte Ortslage Lausen, Bauernhof im alten Ortskern, Wohnhaus mit historistischer Putzfassade mit einfacher Gliederung, Seitengebäude Obergeschoss zum Teil in Fachwerk, rückwärtiges Tor in Lehmbauweise, baugeschichtlich und ortsgeschichtlich von Bedeutung, prägender Bestandteil der alten Ortslage | 09262408 |
| Direkt Bild zu diesem Denkmal hochladen | Wandbild am Eingangsrisalit der 100. Schule | Miltitzer Allee 1 (Karte)                  | 1990                                                                            | Seltenheitswert, künstlerisch, zeit- und ortsgeschichtlich von Bedeutung Das Wandbild der beiden Leipziger Künstler André Böhme und Hans-Olaf Bote bedeckt über dem Sockelgeschoss die gesamte Wandfläche des Eingangsrisalits. Es wurde erst 1990 fertiggestellt und gehört zu den expressivsten und ungewöhnlichsten Wandgestaltungen an Leipziger Schulen. Gleichzeitig markiert das streitbare Kunstwerk einen vorläufigen Schlusspunkt großformatiger architekturbezogener Kunst an Schulbauten in Leipzig. In dem collagenartig gebauten Bild, welches auf großformatigen Platten aufgebracht ist, ist mittig ein die ganze Breite des Wandbildes ausfüllender (Konzert-)Flügel dargestellt. Auf diesem befinden sich ein Stempel, ein Globus und eine Sichel, wobei die beiden letzten Gegenstände ebenso wie das Porträt eines Clowns die Fassade des Giebels scherenschnittartig überragen. Dieser Teil des Bildes ist in schwarzen Konturen auf rosafarbenem Untergrund gehalten. Den unteren Bildteil, der gleichzeitig eine den Hauptzugang der Schule rahmende Funktion übernimmt, dominieren zwei in gelb und grün abgesetzte, spitzbogige Portalreihen sowie eine Milchkanne mit offenem Deckel und ein umgedrehter Emaillebecher – alle unproportional zueinander abgebildet. Das Kunstwerk wirkt unkonventionell und provokant. Die Interpretation bleibt dem Betrachter selbst überlassen. Der 1961 in Leipzig geborene Bildende Künstler und Maler André Böhme, der in Zusammenarbeit mit Hans-Olaf Bote für den Entwurf und die Ausführung des Wandbildes verantwortlich zeichnet, studierte zum Zeitpunkt der Entstehung des Wandbildes an der hiesigen Hochschule für Grafik und Buchkunst bei Volker Stelzmann und Walter Libuda und wurde 1991 zudem Meisterschüler von Bernhard Heisig. Einzelausstellungen folgten 1992 und 1993 in Berlin, Stuttgart, Glauchau und Zeitz. Hans-Olaf Bote wurde 1959 geboren und ist in Leipzig aufgewachsen. Nach seiner Ausbildung zum Offsetdrucker studierte er 1982–1987 an der Hochschule für Grafik und Buchkunst in Leipzig und legte 1987 ebenso wie Böhme sein Diplom als Maler bei Prof. Bernhard Heisig ab. Es folgte 1987–1989 ein Aufbaustudium an der HGB sowie 1989–1992 ein Studium zum Meisterschüler unter Professor Arno Rink. Die 100. Schule in Leipzig/Lausen-Grünau war einer der letzten Schulneubauten, die als zweizügige Polytechnische Oberschule und Vertreter der Typenschulbauten der DDR errichtet wurde. Die genormte Bauweise, nach der fast alle Schulneubauten zwischen 1955 und 1990 entstanden, steht sinnbildlich für die abgeschlossene Bauepoche der Nachkriegsmoderne und die Planwirtschaft der DDR. Eine planerisch-konstruktive Erarbeitung dieses Schulgebäudetyps Leipzig erfolgte 1968 im VEB Baukombinat Leipzig für ein- und zweizügige Schulen der Klassenstufen 1 bis 10. Errichtet wurde der als Gangtyp bezeichnete Schulbau als einhüftig erschlossener und viergeschossiger Gebäuderiegel in Skelett- bzw. Wandskelettbauweise mit längs zur Fassade angeordneten Fachklassen. Der Haupteingang mit einem großzügig gefertigten, außermittig angeordneten Eingangsbereich mit Treppe und stark auskragendem Vordach befand sich an der Gangseite, hier der Nordwestseite des Gebäudes. An diesem Eingangsrisalit wurde eine Fläche von zehn mal zwölf Metern vorgehalten. Vorgabenbedingt waren in den 1980er Jahren in den Baukosten ein bis zwei Prozent der Gesamtbausumme für die Ausgestaltung mit baubezogener Kunst vorgesehen. Das Wandbild an der 100. Schule ist die letzte fertiggestellte Risalitgestaltung an Leipzigs Gangschulen und leider auch eines der letzten erhaltenen großformatigen Wandbilder dieser Art. Die Risalitgestaltungen waren unverkennbares Merkmal der sonst genormten Schulbauten und wirkten auch in ihre bauliche Umgebung, die zumeist aus Neubaugebieten mit ihren sozialistisch-städtebaulichen Strukturen in Plattenbauweise bestanden. Von den achtzehn zwischen 1973 und 1990 entstandenen Risalitgestaltungen am Typ der Gangschulen sind die Mehrzahl durch Sanierungen oder Abbrüche verloren gegangen, so dass dem in Rede stehenden Beispiel neben der künstlerischen Bedeutung ein Seltenheitswert unbedingt zuzusprechen ist. | 09307492 |
| Direkt Bild zu diesem Denkmal hochladen | Parkanlage mit Spielplatz (drei Spielfiguren), Aufenthaltsbereichen und Uferpromenade (Naherholungsgebiet Kulkwitzer See, Parkteil Süd Lausen)                                              | Salzweg (Karte)                            | 1982, Entwurf (Parkanlage); 1982–1988 (Spielanlage und Spielgerät)              | Frühes Beispiel für die Rekultivierung von stillgelegten Braunkohletagebauen und ihre Nutzbarmachung für die Naherholung in der DDR und daher neben der Wertigkeit für die Ortsgeschichte auch technik-, sozial- und gartengeschichtlich von Bedeutung, die drei Betonplastiken auf dem Kinderspielplatz sind als Einzelstücke künstlerisch von Bedeutung und besitzen Seltenheitswert, aufgrund seiner Lage am Ufer des Kulkwitzer Sees besitzt der Park landschaftsgestaltenden Wert Im Naherholungsgebiet (NEG) Kulkwitzer See befindet sich als Teilbereich eine Parkanlage, die an zwei Seiten vom Wasser des Sees begrenzt wird, sich von besonderer landschaftsgestaltender Qualität zeigt und zugleich verschiedene Funktionen spielerischer und sportlicher Betätigung einbezieht. Vom 7. Dezember 1982 datiert der Erstentwurf eines Lageplans für den zu gestaltenden Bereich im Plangebiet Miltitz-Lausen. Im ausgewählten Areal waren ein Imbisspavillon, zwei Volleyballfelder, mehrere Tischtennisplatten sowie ein Kleinfußballfeld vorgesehen. Ein geschwungener Verbindungsweg erscheint als zentrales Gestaltungsmotiv - trennt den Sport- und Spielrasen von der ausgewiesenen Fläche einer Liegewiese. Gleichfalls in bewegtem Relief mit gerundeten Begrenzungskanten und runden Beeten aus Waschbetonelementen zeigen sich die Sitzplatzbereiche. Alle Ausstattungselemente sind in Grünbereiche gebettet, die als Landschaftspark gestaltet sind: mit großen Wiesenflächen, gliedernden Gehölz- und strukturgebenden Baumgruppen. Ein in etwa diagonal verlaufender, geschwungener Weg mit einigen dichten Gehölzpflanzungen erscheint als eigentlicher Mittelpunkt des Parks. Er teilt den erwähnten sportlicher Betätigung gewidmeten Teil von einem beruhigten Bereich mit Liegewiese und dem mit reicher Abgrünung umgebenden Spielplatz. Im Süden bietet ein erhöhter Sitzplatzbereich einen Ausblick über die gesamte Anlage. Der Blick fängt sich in den Baumreihen entlang des als Uferpromenade ausgebildeten Strandweges, der der Uferlinie folgt. Aus dem angenehmen Schatten der drei Baumreihen erschließen sich einerseits die beschriebenen Grünflächen und Freizeitbereiche, auf der anderen Seite der naturnah angelegte großzügige Strandbereich. Insgesamt handelt es sich um eine frühe Rekultivierungsmaßnahme am Leipziger Stadtrand in Folge der 1963 erfolgten Schließung und folgenden Flutung des ehemaligen Braunkohlentagebaus. Erste konzeptionelle Entwürfe erarbeitete das Planungskollektiv Horst Walter; diese wurden durch das Kollektiv Siegfried Pluta weiterentwickelt und für die Umsetzung vorbereitet. Bereits 1973 fand die offizielle Eröffnung des NEG Kulkwitzer See statt, die Grundsteinlegung für das Neubaugebiet Leipzig-Grünau erst 1976, am 1. Juni (hieran erinnert eine Plastik im WK I). Der Kinderspielplatz „Betonplastiken“ liegt in Sichtweite zum Roten Haus und entstand zwischen 1982 und 1988. Als Planträger fungierte das Kreisbauamt (Rat des Kreises Leipzig), als Bauherr NEG Kulkwitzer See mit Sitz in Miltitz. An der Stelle, an der als hervorgehobener Akzent dieser Sandspielplatz eingeordnet werden und Großplastiken zur Aufstellung kommen sollten, greifen zwei kreisförmige Flächen ineinander. Die Figuren waren in einem Eckbereich der Grünanlage „Parkteil Süd Lausen“ positioniert, als ortsfest einzubauende Kletter-, Spiel- und Rutschgeräte größerer Dimension mit einer freiraumgestaltenden Funktion geplant. Festgelegt wurde, entsprechend der landschaftlichen Charakteristik (des nahgelegenen Badesees) ein wasserbezogenes Thema zu wählen. Neben einer Möwenstele erschienen ein Kugelfisch und ein Riesenkrake möglich. In einer Stellungnahme aus dem Büro des Chefarchitekten der Stadt Leipzig wurde jedoch statt der als wenig spieltauglich eingeschätzten Möwenstele ein liegendes Tier vorgeschlagen, beispielsweise eine Schlange. Entwurf und Ausführung hatte der Leipziger Stuckateurmeister Gunter Volkmer, Inhaber eines Staatlich anerkannten Kunsthandwerksbetriebes übertragen bekommen. Die Herstellung sollte in Hohlkörperbauart (Monierbauweise) erfolgen, wofür ergänzend Stahlbauschlosserarbeiten und besondere Fundamente notwendig waren. In mehreren Schichten wurde ein 6 cm starker Zementputzmörtel auf allen Außenflächen aufgetragen und unterschiedlich gewünschte Oberflächenstrukturen und Farbnuancen in die obere Mörtelschicht eingearbeitet. Der Kugelfisch beispielsweise nimmt eine Grundfläche von 3 × 4 m ein und besitzt eine Höhe von 2,8 m. Modelle im Maßstab 1:10 stammen von 1984; die Ausführung des Riesenkraken war im dritten Quartal 1984 vorgesehen, die des Kugelfisches und, in Abänderung der bisherigen Pläne, eines Warans im Sommer 1985. Der Komplex war für die mittlere Altersgruppe vorgesehen – die 'Plastiken aus dem Themenkreis „Wassertiere“ sollten dem Spielplatz eine spezifische und unverwechselbare Note geben' (Formuliert im bautechnischen Erläuterungsbericht). Pläne aus dem Jahr 1988 zeigen die Aufstellung der (für den Spielplatz als ungeeignet befundenen) Möwenstele im „Zentrum aktive Erholung“ als Dominante mit einer begehbaren Fläche, die bogenförmig an die angrenzenden Wege anschließt. Für die Parkanlage besteht eine baugeschichtliche, gartengeschichtliche und landschaftsgestaltende Bedeutung, bezüglich der Großplastiken zuvorderst eine künstlerische Bedeutung und Seltenheitswert. Der Landschaftspark gehört zu den wenigen großflächigen, aufwendig und mit hoher Qualität gestalteten Grünanlagen der 1970/1980er Jahre in der DDR. | 09307185 |
| Direkt Bild zu diesem Denkmal hochladen | Schule | Staffelsteinstraße 9 (Karte)               | um 1890 (Schule)                                                                | alte Ortslage Lausen, historistische Klinkerfassade, ortsgeschichtlich von Bedeutung, Erinnerungswert und Dokumentationswert | 09262874 |

## Ehemalige Kulturdenkmale
| Bild                                    | Bezeichnung     | Lage                         | Datierung          | Beschreibung                                         | ID       |
| --------------------------------------- | --------------- | ---------------------------- | ------------------ | ---------------------------------------------------- | -------- |
| Direkt Bild zu diesem Denkmal hochladen | Fachwerkgebäude | Staffelsteinstraße 2 (Karte) | um 1850 (Wohnhaus) | Fachwerkgebäude mit Ziegelausfachung einer Hofanlage | 09290815 |